# مطار أنتونيو بي وان بات الدولي
مطار أنتونيو بي وان بات الدولي (إياتا: GUM، إيكاو: PGUM) ويعرف أيضا باسم مطار غوام الدولي هو مطار في جزيرة غوام.

## شركات الطيران والوجهات

### الركاب
| شركـات طيـران           | الوجهات | Refs          |
| ----------------------- | --- | ------------- |
| الخطوط الجوية اليابانية | مطار ناريتا الدولي |               |
| Jeju Air                | Busan، مطار إنتشون الدولي، مطار ناريتا الدولي | [ 6 ] [ 7 ]   |
| Jin Air                 | Busan، مطار إنتشون الدولي |               |
| كوريا للطيران           | مطار إنتشون الدولي |               |
| الخطوط الجوية الفلبينية | مطار نينوي أكوينو الدولي |               |
| ستارلوكس للطيران        | عارض: مطار تايوان تاويوان الدولي | [ 8 ]         |
| Star Marianas Air       | Rota | [ 9 ]         |
| T'way Air               | مطار إنتشون الدولي | [ 10 ] [ 11 ] |
| الخطوط الجوية المتحدة   | Chuuk، Fukuoka، مطار هونولولو الدولي، مطار ميتشيل رومان الدولي، Kosrae، Kwajalein، مطار جزر مارشال الدولي، مطار نينوي أكوينو الدولي، مطار تشوبو سنتراير الدولي، مطار كانساي الدولي، Pohnpei، Saipan، مطار ناريتا الدولي، Yap |               |

### الشحن
| شركـات طيـران          | الوجهات                                        | Refs   |
| ---------------------- | ---------------------------------------------- | ------ |
| Asia Pacific Airlines ‏ | مطار جزر مارشال الدولي، Pohnpei                | [ 12 ] |
| الخطوط الجوية المتحدة  | مطار سان فرانسيسكو الدولي، مطار شانغي سنغافورة | [ 13 ] |
| خطوط يو بي إس الجوية   | مطار هونغ كونغ الدولي، مطار هونولولو الدولي    |        |

## إحصائيات
| الرتبة | المدينة                          | الركاب  | الناقل                                                       |
| ------ | -------------------------------- | ------- | ------------------------------------------------------------ |
| 1      | مطار هونولولو الدولي             | 100,370 | الخطوط الجوية المتحدة                                        |
| 2      | Saipan، Northern Mariana Islands | 38,600  | الخطوط الجوية الجنوبية، Star Marianas، الخطوط الجوية المتحدة |
| 3      | Rota، Northern Mariana Islands   | 540     | Star Marianas                                                |

| الرتبة | المدينة                  | الركاب  | الناقل                                         |
| ------ | ------------------------ | ------- | ---------------------------------------------- |
| 1      | مطار إنتشون الدولي       | 115,680 | جين إير، الخطوط الجوية الكورية                 |
| 2      | مطار نينوي أكوينو الدولي | 110,348 | الخطوط الجوية الفلبينية، الخطوط الجوية المتحدة |
| 3      | مطار ناريتا الدولي       | 99,529  | الخطوط الجوية اليابانية، الخطوط الجوية المتحدة |
| 4      | Busan، South Korea       | 29,435  | إير بوسان، جين إير                             |
| 5      | مطار ميتشيل رومان الدولي | 22,755  | الخطوط الجوية المتحدة                          |